# Heikinjärvi, Lappland
Heikinjärvi är en sjö i Kiruna kommun i Lappland och ingår i Torneälvens huvudavrinningsområde.